# Буддизм в Бангладеш
0,5 % населения Бангладеш принадлежат буддийской школе Тхеравада. Большинство из них сосредоточена в юго-восточной провинции Читтагонг и на Читтагонгских горных Трактах.

## Демография
Большинство из буддистов окрестности Читтагонга принадлежат к народам чакма, чак, марма, тенчунгья и кхьянг, практиковавших буддизм с незапамятных времён. К ним следует добавить араканцев. Племена кхуми и мру анимисты под некоторым влиянием мистических школ буддизма.

## История
В истории буддизма Бангладеш (ранее Бенгал) играл особую роль. Бенгал до XII века оставался опорой индийского буддизма, и в Бенгале буддизм смог ещё выжить. Кроме того именно Бенгал считается родиной тантрического буддизма (см. Ваджраяна). Считается что буддизм в Бенгале достиг наивысшего развития, и тантрические практики распространились именно оттуда.

### Ранний буддизм
Буддизм процветал в Бангале практически начиная со времён царя Бимбисары, распространению буддизма покровительствовали Ашока и Канишка. Практически до XII века положение в Бенгале для буддистов было благоприятным, за исключением периодов правления немногих царей.
Вполне возможно, что буддизм проник в Бенгал ещё до прихода Ашоки. После первых поучений Будды в Сарнатхе он направился в государства Магадха, Косала, Вайшали и другие места, среди которых была названа также Мадхьядеша (Majjhimadesha). В Divyavadana говорится, что восточная граница Мадхьядеши доходила до Пундраварханы (Северная Бенгалия). Далее, так как царь Бимбусара был в хороших отношениях с соседним Бенгалом, велика вероятность, что Будда посещал и Бенгал, что предполагает Сюаньцзан, утверждая, что царь Ашока позднее разместил ступы в Бенгале и Ориссе в ознаменование визитов Будды.
Во время правления Ашоки, как видно из памятников послемаурьевского времени, буддизм хорошо укрепился в Бенгале. В Махастхангаргхе в районе Богры сохранились надписи письмом Брами и множество монеи, говорящих о том, что дельта Ганги во времена Ашоки была под его властью. Китайский путешественник Ицзин свидетельствует о ступах Ашоки около Тамралипти (Тамлук) и Карнасуварны (районы Бурдван и Муршидабад в Западной Бенгалии, в Пундравардхане (Северная Бенгалия) и в Саматате (Бангладеш).

### После Маурьев
После упадка Империи Маурев буддизм оказался лишённым царского покровительства, когда Пушьямитра, убив последнего царя маурев, узурпировал трон Магадхи. Во время правления династии Шунга, несмотря на общую неблагоприятную ситуацию и преследования, буддизм в Бенгале продолжал развиваться, что видни из терракотовых таличек, найденных в Тамралипти и выставленных в музее Асутош при Университете Калькутты.
Во время Кушанов (около I века) царь Канишка снова придал буддизму статус государственной религии, возвёл множество ступ и монастырей и послал миссии в другие страны. Об этом периоде говорят многочисленные находки в Бенгале — статуи Будды, монеты и надписи.

### Фасяньи его свидетельства
Китайский монах Фасянь путешествовал по реке Ганг и посещал буддийские монастыри и ступы. Он пробыл два года в Тамралипти, и посетил 22 монастыря, живших по законам винаи.
Записи Фасяня подтверждаются археологическими данными. Надпись в Гунайрагхе (506 или 507) говорит о том, что царь Вайня Гупта пожаловал землю буддийской общине Авайварттика. Эта община, которую основал Шатидэва, располагалась в монастыре Ашрама Вихара, посвящённом Авалокитешваре. Надпись упоминает и о других монастырях, в том числе о «царском монастыре». В округе Раджшахи в Бихараиле найдено две статуи Будды, а в Махастхане в Борга найдена покрытая золотом бронзовая статуя Манджушри.
В то время процветали школы как Хинаяны, так и Махаяны. Такие школы, как Сарвастивада и Ватсипутрия, постепенно утрачивали позиции, и Махаяна набирала популярность. Идеалы Бодхисаттвы, любовь и открытость, завоёвывали сердца простых людей. Бодхисаттвы Манджушри, Авалокитешвара и божество мудрости и совершенства Праджняпарамита занимали важное положение в формируемом пантеоне. Особое внимание уделялось Ади-буддам и Амитабхе. Вошли в практику ритуалы с использованием изображений будд и бодхисаттв.

### Сюаньцзани его свидетельства
Сюаньцзан посетил Индию в VII веке и посетил основные буддийские центры на территории Бангладеш. В Каджангала около Раджмахала он видел шесть или семь монастырей. На севере он видел массивные культовые сооружения и статуи Будды из камня или кирпича. В Пундавардхане он обнаружил двадцать буддийских монастырей с более чем 3000 монахами, практиковавшими хинаяны и махаяну и даёт им описания.
В знаменитом университете-монастыре Наланда училось большое количество монахов из Бенгала.

### После династии Гупта
После династии Гупта во время правления Харша буддизм стал развиваться ещё более. Перед этим в VI веке трон занял Шашанка, который относился к буддизму враждебно. По описаниям Сюаньцзана, Шашанка изгнал монахов из окрестностей Кушинагара, выкорчевал священное дерево Бодхи в Бодх-Гая и выбросил в Гангу священный камень со следом Будды. Он удалил статую Будды из храма в Бодх-Гая и заменил на статую Шивы.
Харша (606—647), хотя поклонялся Шиве и Сурье, был толерантным и относился к буддизму с большим интересом, его старший брат Раджавардхана и сестра Раджьяшри были убеждёнными буддистами. Харша поначалу стал последователем хинаянистской школы, но потом стал ревностным сторонником Махаяны. При нём строили ступы и монастыри на берегу Ганги, был также запрет на жертвоприношение животных. Раз в год он собирал монахов для религиорных дискуссий и поддерживал монастырь Наланда.
После Харши правила буддийская династия Кхадга в VII — VIII веках. На медных платах, найденных около Ашрафпура и Деулбари упоминаются три царя этой династии, их жёны и сыновья. Китайский паломник Ицзин упоминает о пятидесяти шести буддийских монахов из Китая, посетивших Индию в конце VII века. Один из паломников упоминает одного из этих царей (Раджабхату), поклонявшегося Трём Драгоценностям (Будда, Дхарма, Сангха). Около Саматата имелось 30 монастырей с 4000 монахами.

### ДинастияПала
Династия Пала правила Бенгалом с VIII по XII век, этот период считается золотым веком буддизма в Бенгале. Правители были посвящёнными буддистами, но относились благосклонно к другим религиям. В это время буддизм переживал упадок или исчезал в других частях Индии. Бенгал стал основным центром, через который буддизм проникал в Тибет на север и на Малайский полуостров на юг.
Царь Гопала (750—770) построил монастырь на месте Наланда и основал много школ для развития буддизма. Согласно Таранатхе, в то время появилось немало буддийских учителей Данашила, Вишесамитра, Сура, Прадж-Давармен. Тогда был построен редкий по красоте храм Одантапури Вихара, по модели которого, как утверждается, строился знаменитый тибетский монастырь Самье.
Царь Дхармапала (770—781) продолжал политику своего отца и всячески поддерживал буддийские общины. Он основал храм Викрамашила-вихара на холме на берегу Ганги в Магадхе. Вокруг Вихары вырос учебный центр, который потом стал вторым после Наланды университетом. Университет Викрамашила-вихара поддерживал контакты с Тибетом. Учёные из Викрамашилы написали много книг и перевели их на тибетский язык. В университете изучали логику, метафизику, грамматику, тантру и ритуалы. Сам царь выдавал награды учащимся и учёным.
Царь Дхармапала построил монастырь в Сомапуре (Сомапура Махавихара), по образцу которого стали строиться многие буддийские монастыри в Юго-Восточной Азии. В это время написал свои сочинения Харибхадра, появились такие учителя как Пурнавардхана, Прабхакара, Кальянагупта, Сагарамегха, Будхаджапада.
При царе Дэвапала (810—850) империя Пала достигла зенита своей славы. Царь Дэвапала поддержал монастыри на островах Ява, Суматра и на Малайском полуострове. Он поддерживал монастырь Сомапура и университет Викрамашила.
Девятый король Махипала I, которого называют основателем второй империи Пала, потом постарался восстановить буддийские храмы, отремонтировал монументы в монастыре Наланда и построил два храма в Бодх-Гая.
Среди известных монастырей периода Пала следует упомянуть Джагаддала, Трайкутака, Пандита, Девикота, Паттикерака, Саннагара, Пхуллахари и Викрамапури.